# Wyspy Lojalności

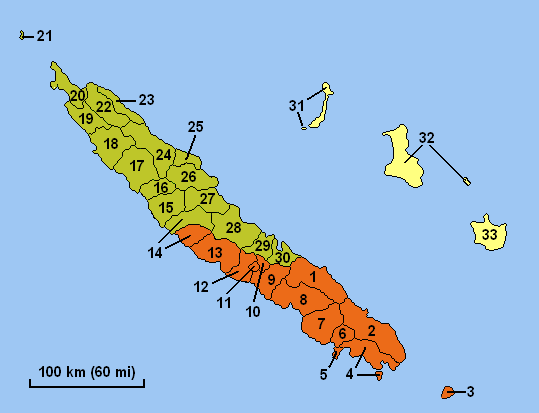
Mapa podziału administracyjnego Nowej Kaledonii
Wyspy Lojalności
31. Ouvéa
32. Lifou
33. Maré

Wyspy Lojalności (fr. Îles Loyauté) – grupa wysp stanowiących jedną z trzech prowincji Nowej Kaledonii. Leżą na Oceanie Spokojnym w odległości 100 do 150 km na północny wschód od wybrzeża Nowej Kaledonii.
Wyspy zostały odkryte w 1792 przez ekspedycję francuską Antoine’a d'Entrecasteaux. Pierwszym Europejczykiem, który wylądował w 1793 na wyspach był angielski kapitan William Raven, dowódca handlowego statku „Britannia” płynącego z wyspy Norfolk do Batawii (obecnej Dżakarty). Wyspy Lojalności zostały dokładnie zbadane w 1827 przez Jules’a Dumonta d’Urville'a, który sporządził ich pierwszą dokładną mapę w 1840. Pierwszymi osadnikami byli angielscy misjonarze, którzy przybyli na wyspy w 1843. Natomiast pierwszy misjonarz francuski przybył na wyspy wraz z ekspedycją francuską pod dowództwem admirała Febvriera Despointe'a, który 24 września 1853 w imieniu Napoleona III przejął archipelag we władanie Francji.
Archipelag składa się sześciu zamieszkanych wysp:
- Lifou
- Maré
- Ouvéa
- Tiga
- Mouli
- Faiava

oraz kilku mniejszych i bezludnych wysp i wysepek. Całkowita powierzchnia archipelagu wynosi 1981 km². Najwyższy szczyt osiąga 138 m n.p.m. i znajduje się na wyspie Maré.
Klimat wysp jest gorący, podzwrotnikowy. Opady deszczu są obfite i wynoszą od 1500 do 2000 mm rocznie, przynoszone przez pasat południowo-zachodni, znacznie większe na nawietrznej stronie wysp. Średnia roczna temperatura wynosi 23 °C do 28 °C.
Głównym ośrodkiem administracyjnym całej prowincji jest miejscowość Wé nad zatoką Baie de Chateaubriand na wyspie Lifou.
Archipelag zamieszkują Melanezyjczycy, Polinezyjczycy oraz mniejszość pochodzenia azjatyckiego i europejskiego. Według spisu ludności z 2004 liczba ludności Wysp Lojalności wyniosła 22080 mieszkańców. Kilka tysięcy rdzennych mieszkańców Wysp Lojalności zamieszkuje stolicę Nowej Kaledonii – Numéę.
Głównymi uprawami są kawa, palma kokosowa, kukurydza, drzewa owocowe i warzywa, natomiast towarami eksportowanymi m.in. do Francji, Australii są kopra, kawa i bawełna. Z uwagi na niezwykle atrakcyjne położenie wysp, dogodną komunikację (lotniska na Ouvéa, Lifou, Maré) oraz sprzyjający klimat coraz większego znaczenia nabiera turystyka.

## Demografia
Prowincję zamieszkują następujące grupy etniczne (2009):
- Kanakowie – 96,62%,
- Europejczycy – 1,96%,
- Wallisyjczycy – 0,14%,
- Tahitańczycy – 0,08%,
- Ni-Vanuatu – 0,07%,
- Azjaci – 0,04%,
- Indonezyjczycy – 0,04%,
- Wietnamczycy – 0,01%,
- inni – 0,10%,
- pochodzenie mieszane – 0,93%.